# Argiésans
Argiésans es una comuna francesa situada en el departamento del Territorio de Belfort, de la región de Borgoña-Franco Condado.
Los habitantes se llaman Argiésanais.

## Geografía
Está ubicada cerca del departamento de Alto Saona, al oeste de Belfort. Forma parte de la aglomeración urbana de esta ciudad.

## Demografía
| 137 | 138 | 152 | 159 | 206 | 192 | 194 | 200 | 204 | 216 | 195 | 166 | 164 | 160 | 146 | 161 | 197 | 146 | 130 | 147 | 150 | 148 | 137 | 115 | 112 | 125 | 138 | 137 | 112 | 188 | 202 | 286 | 381 | 444 | 433 | 461 |
| Para los censos de 1962 a 1999 la población legal corresponde a la población sin duplicidades (Fuente: INSEE [Consultar]) |     |     |     |     |     |     |     |     |     |     |     |     |     |     |     |     |     |     |     |     |     |     |     |     |     |     |     |     |     |     |     |     |     |     |     |